# Cosmodrome Vostotchny

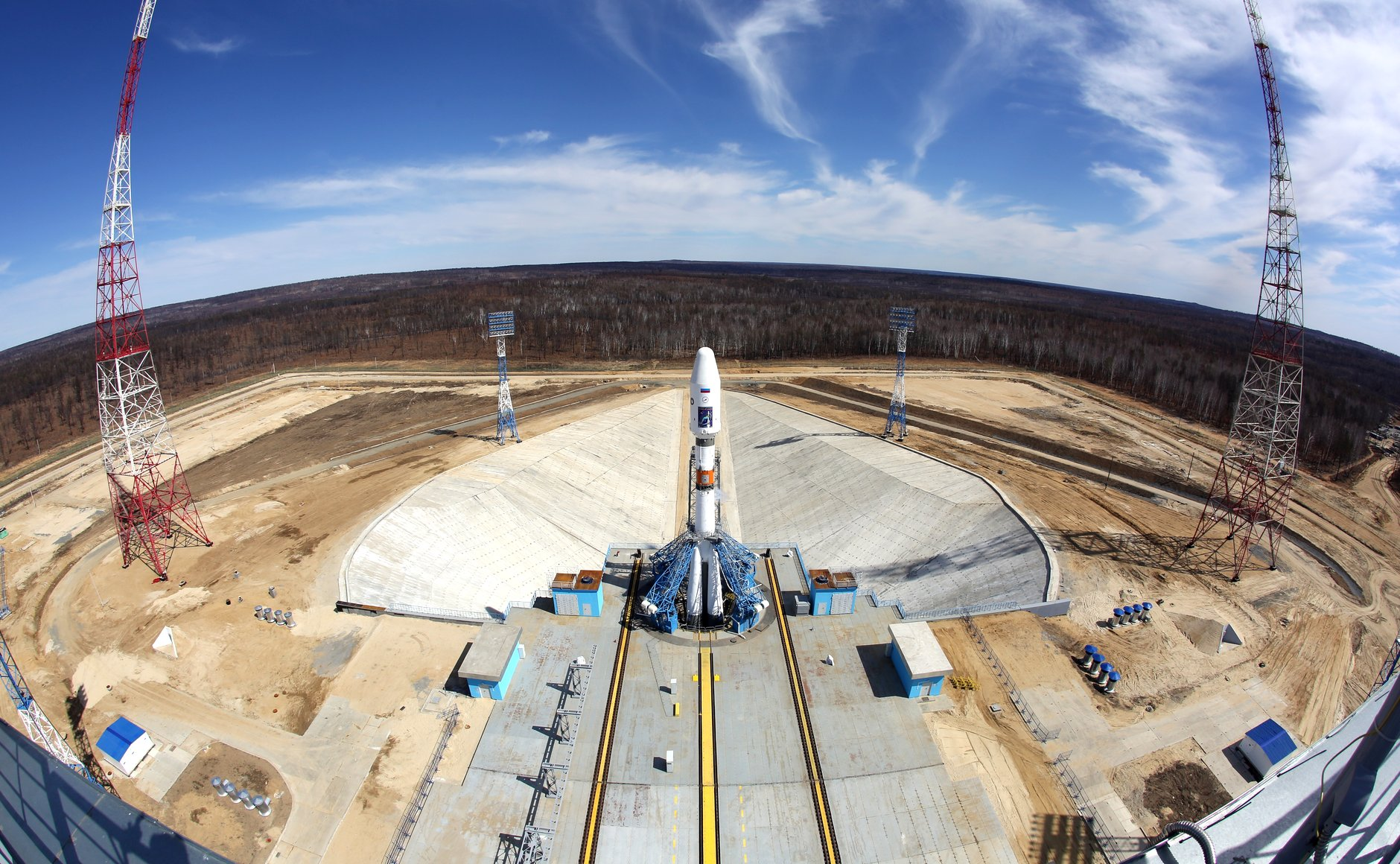
Pas de tir de Soyouz.

Le cosmodrome Vostotchny (en russe : Космодром Восточный, Kosmodrom Vostotchny, « cosmodrome oriental ») est une base de lancement russe, qui se trouve dans l'oblast de l'Amour au sud-est de la Sibérie près de la petite ville de Tsiolkovski. La construction de cette nouvelle base de lancement a été décidée pour réduire la dépendance de la Russie vis-à-vis du cosmodrome de Baïkonour qui présente l'inconvénient de se situer au Kazakhstan depuis l'éclatement de l'Union soviétique. Le projet est poussé par le président russe Vladimir Poutine car il contribue au décollage économique d'une région peu peuplée et proche d'une Chine dynamique et de plus en plus influente. Les déboires du programme spatial russe et les problèmes économiques du pays[réf. nécessaire] aboutissent à une révision à la baisse des objectifs du projet et à un étalement de son calendrier. La construction du premier complexe de lancement destiné aux fusées Soyouz, démarrée en 2010, s'est achevée en 2015. La construction d'un second pas de tir destiné aux fusées Angara s'est achevée en 2023.

## Historique

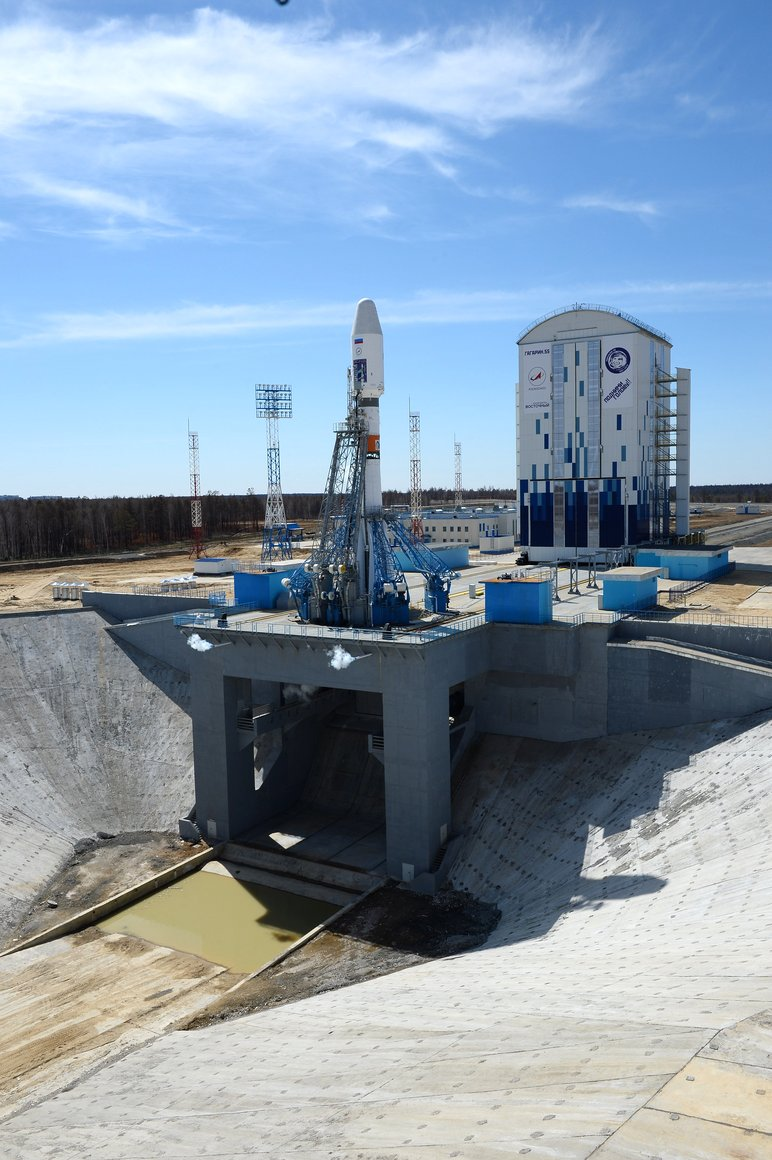
Pas de tir de Soyouz.

### Contexte: Baïkonour en terre étrangère
À la suite de l'éclatement de l'Union soviétique, le cosmodrome de Baïkonour, principale base de lancement des fusées russes, se retrouve sur le territoire du Kazakhstan. La Russie possède d'autres bases de lancement importantes, mais seule la base de Baïkonour permet des lancements en orbite géostationnaire. D'autre part tous les lancements du programme spatial habité et donc les installations de préparation associées se font depuis cette base. Un déménagement des activités spatiales de Baïkonour nécessiterait de reconstruire un très grand nombre d'installations pour les lanceurs qui n'étaient tirés jusque-là que de Baïkonour. Les nouveaux dirigeants russes décident de continuer à utiliser le cosmodrome de Baïkonour, et en 1994, les deux pays signent un contrat portant sur la location d'un espace de plus de 6 700 km2. Au titre de cet accord la Russie verse un loyer annuel de 115 millions de dollars. Mais, en 1999, deux fusées russes Proton — un lanceur utilisant des ergols particulièrement toxiques — sont victimes de défaillance et s’écrasent en territoire kazakh. Ces accidents amènent le Kazakhstan à réexaminer le « contrat de location » de Baïkonour, et exiger une taxe supplémentaire sur les lancements commerciaux. Du côté russe, cette nouvelle exigence a pour conséquence d’accroître la volonté de se rendre indépendant du Kazakhstan. La Russie annonce alors son intention de délocaliser la quasi-totalité des activités de lancement de Baïkonour vers le cosmodrome de Plessetsk. Début 2002 Alexandre Kosovan, alors ministre de la Défense, confirme cet engagement pour l’horizon 2005. Mais dans les faits, seules quelques activités spatiales militaires restantes sont réellement transférées à Plessetsk. Néanmoins ce contexte incite les autorités russes à développer une base de lancement susceptible de remplacer Baïkonour.

### Première tentative d'utilisation du site de Svobodny (1996-2006)
Au début des années 1990, alors que les négociations avec le Kazakhstan sur le statut de Baïkonour sont en cours, les responsables de l'armée russe demandent qu'une base de lancement alternative soit créée pour garantir l'accès à l'espace dans les années à venir. Trois sites sont identifiés tous situés dans le Sud de l'Extrême-Orient russe, seule région dont la latitude est comparable à celle de Baïkonour. Le site de Svobodny situé à 200 km de la ville de Blagovechtchensk est retenu. Cette ancienne base de lancement de missiles balistiques intercontinentaux comportant 100 silos et construite en 1968 est fermée depuis fin 1993 en application du traité de réduction des armes stratégiques START-2. Malgré la fermeture de la base militaire à l'origine de son existence, la ville close (ville dont l'existence est maintenue secrète) de Svobodny-18 héberge encore 6 000 habitants. Peu après cette fermeture, en 1994, l'existence de Svobodny-18 devient officielle et l'agglomération reçoit un nom officiel — Ouglegorsk c'est-à-dire « montagne de charbon » — qui tente de maintenir la fiction que son implantation initiale est liée à des activités d'extraction minière (il n'y a pas de charbon dans la région)[réf. nécessaire]. Le site est relié au reste du pays par une voie ferrée, une ligne à haute tension et une route bitumée. Sa latitude lui permet d’atteindre des orbites moins inclinées que la base de Plessetsk, et en particulier elle est juste suffisante pour atteindre la station spatiale internationale.
Le président russe Boris Eltsine signe le 1er mars 1996 un décret faisant de Svobodny un cosmodrome. Les premiers développements portent sur la réutilisation des installations existantes. Des lanceurs légers Start-1 sont tirés depuis le site pour placer en orbite de petits satellites commerciaux. Le lancement se fait à partir d'un tracteur-érecteur-lanceur dispositif reflétant l'origine militaire de ces lanceurs. Quatre lancements ont lieu entre 1997 et 2001. Mais aucune décision n'est prise pour la construction d'installations destinées à des lanceurs plus lourds comme la future fusée Angara qui doit reprendre le rôle du lanceur Proton. En 2005, après la prolongation du bail de Baïkonour par la Russie, l'agence spatiale fédérale russe décide la fermeture du cosmodrome de Svobodny. Un dernier vol a lieu en 2006 puis les autorités russes annoncent début 2007 la mise en sommeil de la base.

### Lancement du projet (2007)

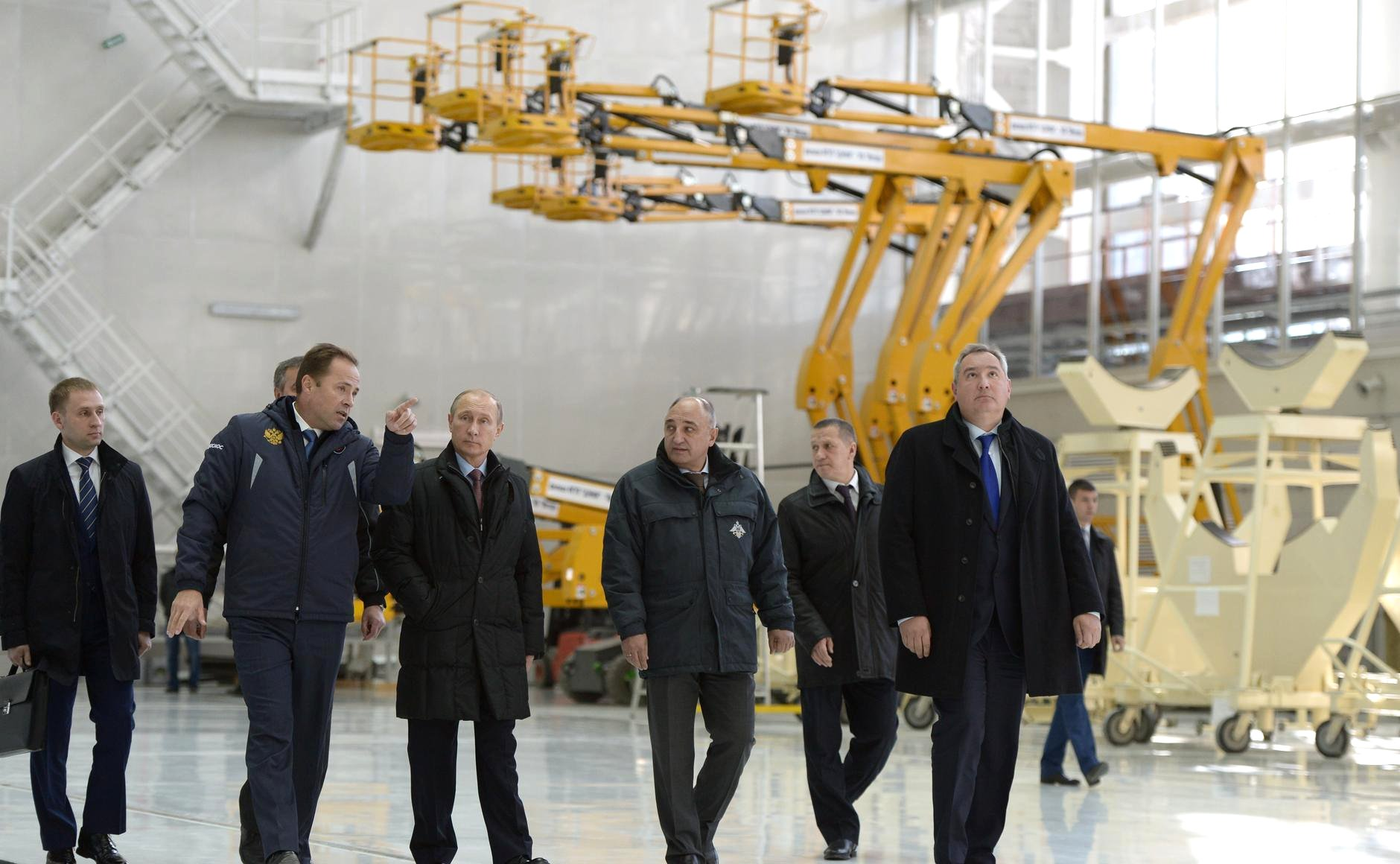
Le chantier de la base de lancement est un projet suivi de près par le président russe Vladimir Poutine, ici en visite dans un des bâtiments techniques durant sa construction.

Alors que le projet vient tout juste d'être enterré, la création d'une base de lancement en Sibérie orientale redevient d'actualité. Anatoli Perminov, le responsable de l'agence spatiale russe de l'époque, évoque la nécessité de disposer d'un nouveau site pour le programme spatial habité russe. La base, qui doit être destinée aux activités civiles, doit notamment permettre la réalisation de l'ambitieux programme spatial habité lunaire. Elle doit également accueillir les lancements commerciaux réalisés à cette époque depuis Baïkonour à l'aide du lanceur lourd Proton remplacé à la fin de la décennie par l'Angara. Mais cet objectif est en contradiction avec la réalisation d'un pas de tir — baptisé Baïterek — pour ce nouveau lanceur à Baïkonour décidé conjointement par les autorités kazakh et russes en 2005. Le transfert des lancements des satellites militaires sur une orbite de faible inclinaison, conséquence logique d'un abandon de Baïkonour pour les lancements par une fusée lourde, n'est pas clairement tranché. Par la suite (2010) les officiels russes annonceront que d'ici 2020 le nouveau site devrait accueillir 45 % des lancements russes dont l'ensemble des vols habités, tandis que le cosmodrome de Plessetsk, destiné à l'activité militaire, accueillerait 44 % des tirs et Baïkonour 11 %.
Plusieurs sites sont étudiés et Svobodny est finalement à nouveau retenu car la région bénéficie d'un climat favorable avec 310 jours de temps clair par an, peu de vents forts et un climat sec. Le coût de création de la base, évalué à 180 milliards de roubles, est deux fois plus faible que celui du deuxième site étudié situé sur la côte de l'océan Pacifique. Le développement de la nouvelle base de lancement Vostotchny (oriental en russe) est lancé lorsque le président russe Vladimir Poutine signe le décret autorisant sa construction le 6 novembre 2007. Parmi les motivations du président figurent la volonté de ne plus dépendre du Kazakhstan mais également la nécessité de développer une région arriérée sur le plan économique et peu peuplée qui se trouve sous une influence croissante de la Chine et du Japon. Les jalons annoncés sont alors les suivants :
- 2010 : implantation et plan des installations figées ;
- 2010-2015 : construction de la base de lancement ;
- 2013 : livraison des infrastructures (énergie, alimentation eau, routes, voies ferrées) ;
- 2015-2016 : premiers vols de satellites artificiels ;
- 2018 : première mission spatiale habitée à bord d'une fusée Soyouz ;
- 2020 : transfert de l'ensemble du programme spatial habité implanté à Baïkonour.

### Travaux préparatoires (2008-2011)
De 2008 à 2012 sont menées les études préliminaires précédant la construction. Les géologues analysent le terrain et les infrastructures héritées de l'ancienne base de missiles sont évaluées. Celles-ci se détériorent rapidement car l'Armée rouge ne l'entretient plus tandis les responsables de l'agence spatiale russe, qui est censée prendre le relais, se montrent réticents à s'engager. On évalue de manière optimiste à 250 000 personnes l'afflux de main d’œuvre que va susciter la construction du cosmodrome ce qui impose la construction de nouveaux logements, bien que 6 000 appartements se soient libérés à la suite de la fermeture de la base militaire. Les responsables régionaux envisagent d'implanter localement des établissements industriels du secteur spatial pour accompagner la création de la base. Ces responsables s'engagent à mettre fin au statut de ville close de Ouglegorsk (ex Svobodny-18).
La responsabilité de la construction du nouveau site est confiée à Spetstroi, un intervenant habituel sur les gros chantiers du ministère de la Défense russe. Courant 2009, les responsables du programme spatial russe décident le développement d'un nouveau lanceur Rus-M qui doit remplacer la fusée Soyouz. Le dimensionnement des futures installations est revu en prenant en compte les dimensions beaucoup plus importantes de cette fusée capable de placer en orbite une charge utile 2 à 3 fois plus importante que Soyouz. Début 2010, le responsable du chantier annonce que la nouvelle base de lancement nécessitera la construction de 400 installations. La première phase des travaux prévoit la construction de deux pas de tir tous deux destinés au nouveau lanceur Rus-M. L'emprise au sol est de 700 km2 soit beaucoup moins que celle de Baïkonour (6 717 km²) ou de Plessetsk (1 762 km²). Le président russe attend que le chantier prenne de l'avance sur son calendrier. Il annonce, en juillet 2010, qu'un budget de 24,7 milliards de roubles (809 millions US$) va être consacré au chantier au cours des trois années suivantes. Mais le budget effectivement alloué pour 2011 — 3,5 milliards de roubles sur un budget total de 168 milliards de roubles — ne permet pas de répondre à ses attentes,.

Les chantiers du projet
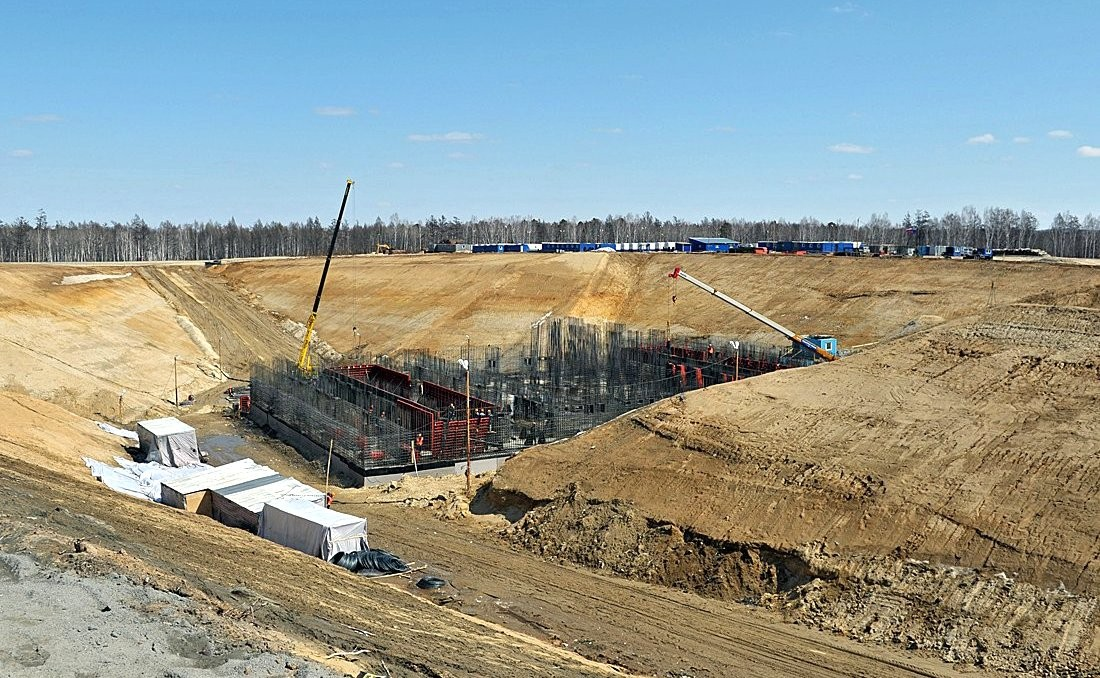
Construction du pas de tir des fusées Soyouz.
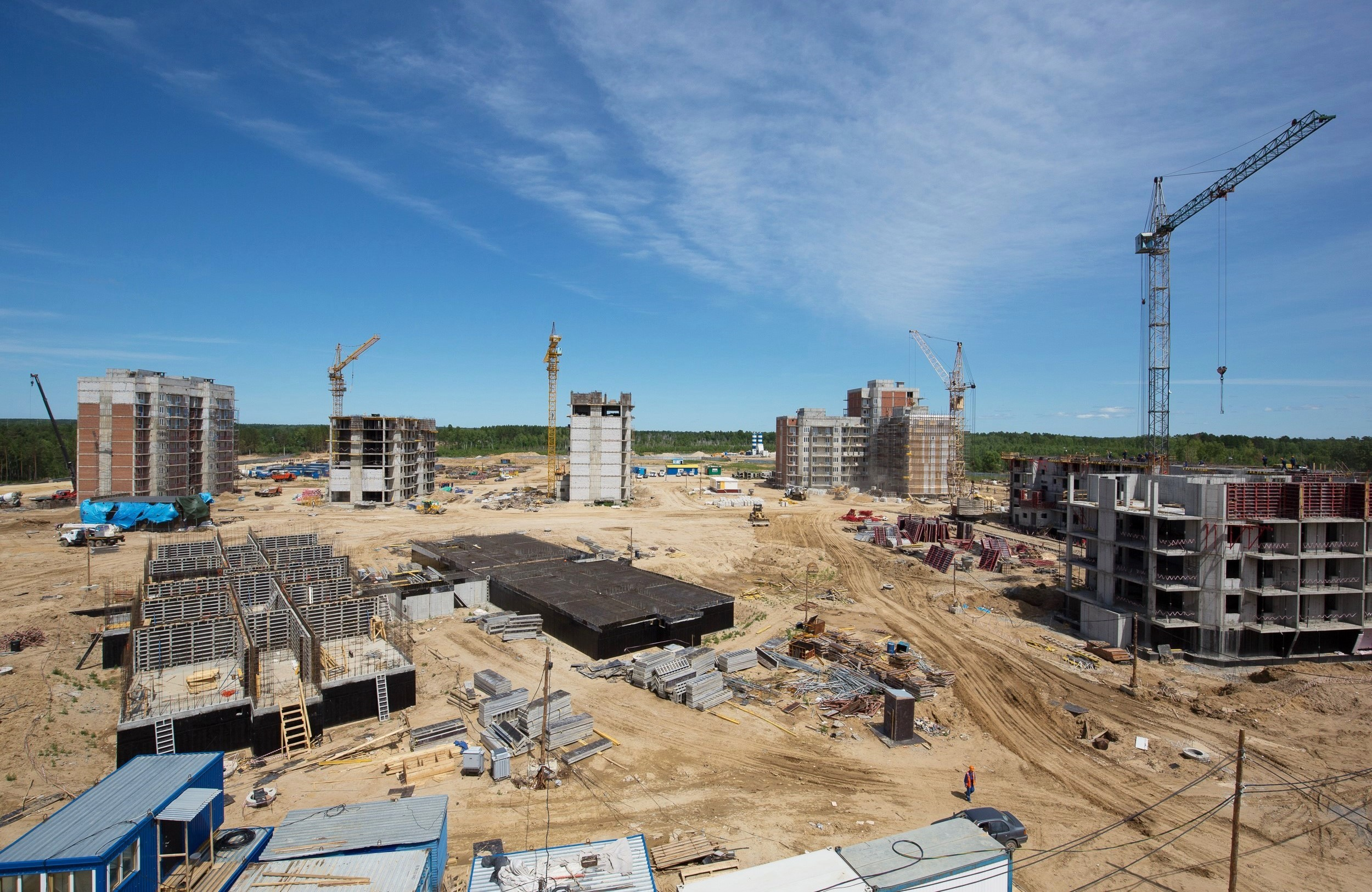
Construction de nouveaux immeubles d'habitation à Tskiolkovsky (2015).

### Annulation du lanceur Rus-M (2011)
En 2011, Vladimir Popovkine, le responsable de l'agence spatiale russe Roscosmos récemment nommé, annonce que le projet de lanceur Rus-M est abandonné. Le développement de cette fusée consomme une part importante du budget de l'agence et ses capacités sont très proches des fusées Angara. Mais cette décision remet en question l'existence du nouveau cosmodrome dont les premiers pas de tir étaient conçus pour ce lanceur. Afin de tenir l'échéance de 2015 tout en préservant l'enveloppe budgétaire disponible, le responsable de l'agence spatiale décide de ne pas lancer la réalisation d'installations de lancement pour la fusée Angara beaucoup plus coûteuses mais de se rabattre sur la fusée Soyouz. Or, le besoin est déjà largement couvert avec des installations de lancement à Plessetsk, Baïkonour et Kourou. Par ailleurs, la région de Vostotchny, montagneuse et couverte de forêts, ne permet pas au lanceur Soyouz de placer en orbite des équipages car, en cas d'incident durant la phase propulsée, la capsule Soyouz n'est pas équipée pour effectuer un atterrissage en douceur dans ces conditions (à Baïkonour, les environs sont plats et dépourvus de végétation). Le nouveau pas de tir en construction n'apporte donc aucune nouvelle capacité au programme spatial russe. À l'automne 2012, l'entreprise TsENKI, constructeur habituel des installations de lancement russe, est sélectionné pour la réalisation du pas de tir des Soyouz pour la somme de 9 milliards de roubles (300 millions US$ à comparer aux 1,6 milliard US$ dépensés pour une installation similaire à Kourou).

### Construction de la première tranche du cosmodrome et lancement inaugural (2012-2016)

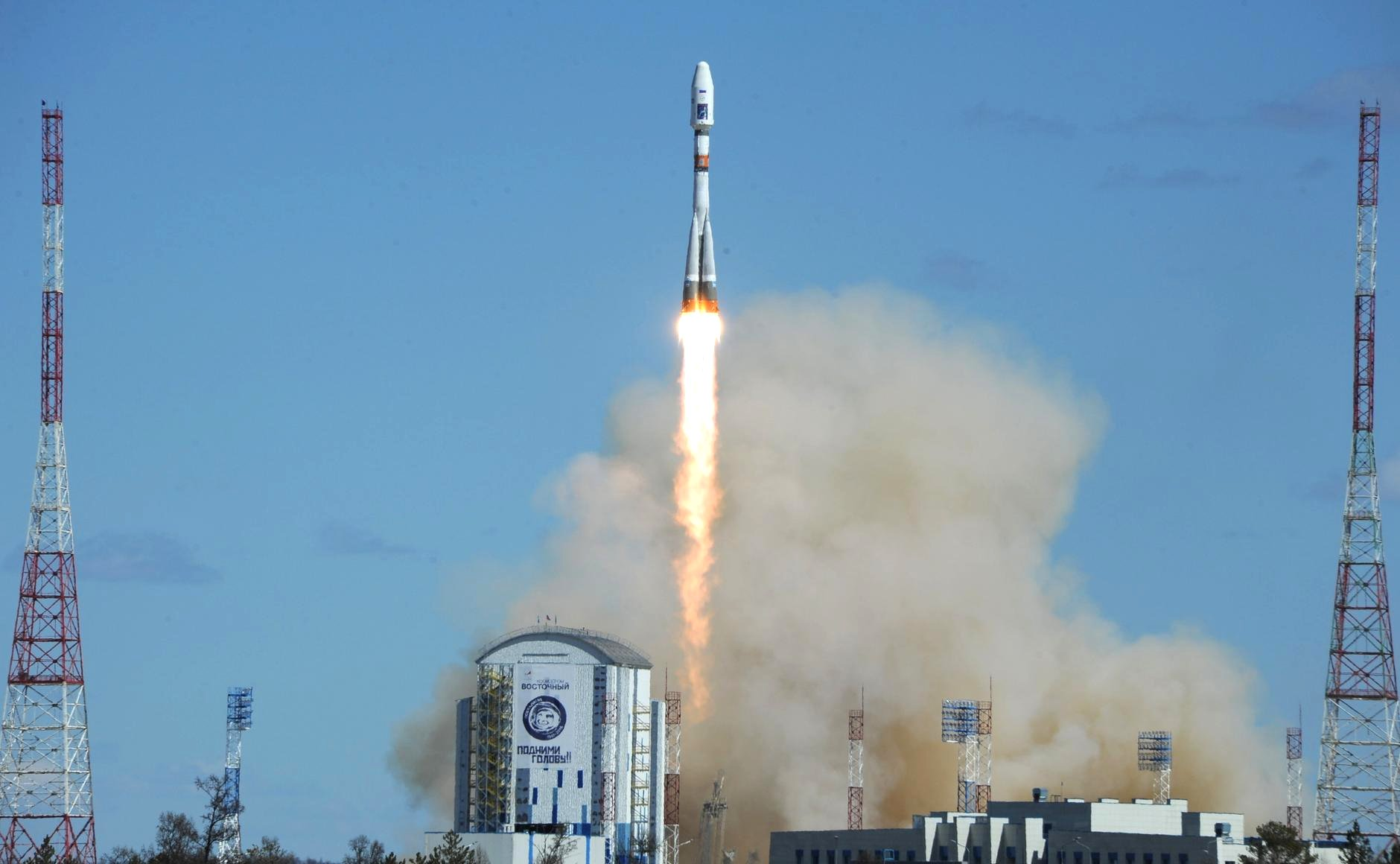
Premier vol d'une fusée Soyouz-2.1a depuis le cosmodrome Vostotchny (28 avril 2016).

À la fin d'août 2012, les plans détaillés du complexe de lancement sont remis par TsSKB Progress, constructeur des fusées et vaisseaux Soyouz, aux différents sous-traitants du site. Les travaux sur les fondations des bâtiments et des infrastructures commencent cette année-là. À la fin de 2013, environ 5 500 personnes travaillent sur le site et officiellement l'avancement est conforme à l'emploi du temps.
En octobre 2013, l'agence spatiale annonce la réalisation d'un deuxième complexe de lancement destiné aux lanceurs Angara. Deux pas de tir sont prévus avec un développement en deux temps. Le premier pas de tir, destiné aux lancements de satellites doit être achevé en 2018, tandis que le deuxième pas de tir permettra le lancement de la nouvelle capsule PPTS pour la relève des équipages de la Station spatiale internationale. Avec cet emploi du temps, les responsables russes renoncent officiellement à l'objectif annoncé depuis longue date de lancer des équipages depuis Vostotchny dès 2018. Un nouveau calendrier est officialisé en mai 2015 : le premier pas de tir Angara doit être inauguré en 2021 et les premiers vols avec équipages sont prévus en 2023 sur le second pas de tir. Le budget global pour le chantier Angara, lissé sur la période comprise entre 2016 et 2025 est de 77,5 milliards de roubles. Mais début 2016, cet emploi du temps est de nouveau remis en cause pour des raisons budgétaires. Désormais la construction d'un seul pas de tir est planifiée avec des premiers vols en 2021. La réalisation du deuxième pas de tir est repoussée au-delà de 2024.
En 2014, Ouglegorsk prend son nom actuel (Tsiolkovski) en l'honneur du pionnier russe de l'astronautique Constantin Tsiolkovski. Tsiolkovski acquiert le statut de ville la même année. Pour héberger les employés de la nouvelle base, les plans initiaux très ambitieux prévoient d'ajouter quatre nouveaux quartiers à la ville destinés à abriter 25 000 habitants dans des immeubles et maisons bénéficiant d'une architecture de qualité se démarquant des standards russes. Mais ces objectifs sont revus à la baisse pour la première phase : début 2016, seuls 300 appartements sont livrés et 1 200 autres doivent l'être fin 2016 permettant l'accueil d'environ 5 000 personnes.
Malgré plusieurs détournement de fonds dénoncés en 2015 et 2016, le chantier s'achève début 2016 la première tranche du chantier s'achève. Le projet a coûté entre 300 et 400 milliards de roubles (4 à 5,3 milliards €). Le premier lancement a lieu le 28 avril 2016 en présence du président russe Vladimir Poutine. Aucun autre lancement n'est prévu en 2016,,.

## Futur rôle de Vostotchny
La décision de construire un pas de tir pour la fusée Soyouz à Vostotchny a été prise alors que des installations pour ce lanceur existent déjà sur trois sites dont deux sont plus faciles d'accès d'un point de vue logistique (Baïkonour et Plessetsk) et le troisième permet de meilleures performances pour l'orbite géostationnaire (Kourou en Guyane française). Il en résulte une quasi absence d'activité. Après le vol inaugural, aucun autre tir n'a eu lieu en 2016. Trois autres vols ont eu lieu en 2017/2018 (situation octobre 2018). Roscosmos place ses espoirs dans le lancement de la constellation OneWeb qui pourrait déboucher sur plusieurs lancements en 2019/2020.
Un complexe de lancement consacré à la nouvelle famille de lanceurs Angara dont la construction repoussée à plusieurs reprises doit démarrer en 2017 avec une date d'achèvement planifiée en 2021. Dans un premier temps seule la version A5P pourra être lancée depuis. La réalisation d'un deuxième pas de tir destiné aux lancements des Angara est prévu pour permettre de remplir les objectifs ambitieux du projet lunaire russe qui a été abandonné en 2015 pour des raisons financières. Les aménagements permettant de lancer la version A5V dotée d'un nouvel étage supérieur utilisant de l'hydrogène portant sa charge utile à 35 tonnes seront achevés vers 2024/2025.
Le transfert de l'ensemble des lancements effectués depuis le cosmodrome de Baïkonour n'est plus évoqué officiellement par le gouvernement russe début 2016.

## Situation géographique

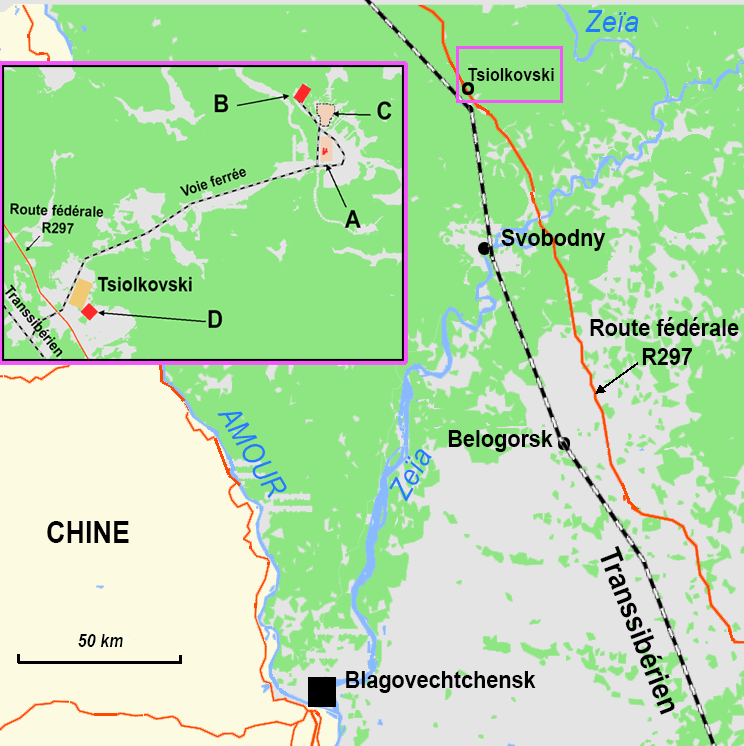
Carte situant le cosmodrome Vostotchny dans l'oblast de l'Amour. Dans la cartouche : A : complexe de préparation et d'assemblage des lanceurs, B : pas de tir Soyouz, C : futur pas de tir des lanceurs Angara, D : nouveau quartier d'habitation.

La base de lancement Vostotchny est située dans l'oblast de l'Amour au sud de l'Extrême-Orient russe (Sibérie orientale). Les principaux bâtiments de la base de lancement se trouvent à une vingtaine de kilomètres à l'est-nord-est de la petite ville de Tsiolkovski, à 50 km au nord-ouest de la ville de Svobodny (60 000 habitants) et à 200 km au nord de la ville de Blagovechtchensk (230 000 habitants) elle-même située à la frontière avec la Chine. Tsiolkovski fait partie de la longue chaine d'agglomérations construites le long du transsibérien. Elle est également traversée par la principale artère routière desservant la Sibérie orientale, la R297. La région est pratiquement désertique avec une densité de 2 habitants/km² dans l'oblast de l'Amour et une population concentrée dans les villes. Le site est situé à 6 000 km de la ville de Samara où sont construites les fusées Soyouz ainsi que la plupart des autres engins spatiaux. Le transport se fait essentiellement par voie ferrée. Le climat est continental avec des températures moyennes de −25 °C durant les trois mois de l'hiver et de 20 °C durant les trois mois d'été.

## Installations spatiales
La base de lancement comprend un pas de tir consacré aux lanceurs Soyouz (début 2016), un complexe de préparation des charges utiles et d'assemblage des lanceurs (site 2) situé à environ 4,5 km du pas de tir des fusées Soyouz et un complexe de fabrication d'ergols proche du site 2, et un deuxième pas de tir destiné aux lancements des fusées Angara (site 1A). Toutes ces installations sont reliées entre elles par des voies ferrées.

### Complexe de préparation et d'assemblage (site 2)
Contrairement à l'architecture retenue pour les bases de lancement russes existantes, il est prévu que les bâtiments destinés à l'assemblage des différentes familles de lanceurs (Soyouz, Angara) soient proches les uns des autres et reliés entre eux par une galerie couverte dans laquelle circule un transbordeur. Cette solution permet d'optimiser les phases de préparation et de réduire l'emprise au sol des installations. Début 2016, seules les installations nécessaires pour l'assemblage des fusées Soyouz sont construites. Elles comprennent à cette date :
- le bâtiment MIK RN où sont assemblés les lanceurs Soyouz d'une superficie de 9 000 m2. Dans le hall haut de 27 mètres et large de 40 mètres deux ponts roulants permettent de lever des charges de 100 tonnes. Deux voies ferrées permettent d'amener le lanceur assemblé jusqu'au pas de tir ;
- le bâtiment MIK KA permet de préparer les étages supérieurs Fregat et Volga et d'installer les coiffes sur les charges utiles ;
- le bâtiment ZNS est utilisé pour réaliser le plein d'ergols des satellites avant leur assemblage avec le lanceur ;
- la galerie reliant tous les bâtiments est desservie par deux transbordeurs de 200 tonnes longs de 28 mètres et larges de 6 mètres qui circulent sur des rails et permettent le transfert des différents composants d'un hall d'assemblage à l'autre ;
- un bâtiment est destiné à la production d'énergie et à la recharge des batteries.

### Zone de préparation des ergols
Non loin du site 2 se trouve un complexe de production des différents ergols. Il comprend trois sous-ensembles destinés à la production et au stockage respectivement de gaz pressurisés, de l'oxygène liquide et du kérosène.

### Pas de tir des fusées Soyouz
La construction du pas de tir des fusées Soyouz s'est achevée fin 2015. Comme à Kourou mais contrairement aux autres pas de tir en Russie, la tour de service de 1 600 tonnes est mobile et peut reculer de 140 mètres au moment du lancement grâce à la voie ferrée qui la supporte. Sa construction s'est achevée fin 2015 et le premier lancement a eu lieu le 28 avril 2016.

### Pas de tir des fusées Angara
Début 2016, le lanceur Angara qui doit à terme remplacer la fusée Proton dispose d'un pas de tir à Plessetsk et il existe un projet de construction d'un pas de tir baptisé Baïterek sur le cosmodrome de Baïkonour avec l'aide financière du Kazakhstan qui est peu avancé et controversé (car il contribue à pérenniser Baïkonour). L'idée de construire un pas de tir pour la fusée Angara à Vostotchny remonte aux années 1990. Mais elle ne se concrétise qu'en 2011 à la suite de l'annulation du développement lanceur Rus-M : l'agence spatiale russe Roscosmos ranime ce projet bien que celui-ci vienne en concurrence avec le futur pas de tir Baïterek. L'objectif est à l'époque de construire le pas de tir d'Angara dans le cadre d'une deuxième tranche de travaux avec un premier vol prévu en 2018. Depuis Vostotchny la version lourde d'Angara devrait permettre de placer 3,5 à 3,6 tonnes en orbite géostationnaire et 24 tonnes en orbite basse contre 18 tonnes depuis Plessetsk. En juillet 2012, le gouvernement russe annonce qu'une nouvelle version du lanceur Angara allait être développée dans le cadre d'un projet baptisé Amour : cette version permettrait de lancer le nouveau vaisseau spatial habité russe PTK NP depuis Vostotchny.
Pour ne pas disperser les effectifs mobilisés par la première phase de construction de Vostotchny, il est prévu, en 2013, que la construction du pas de tir Angara débutera en 2015. Selon les spécifications produites fin 2014, le pas de tir est une copie de celui de Plessetsk. Deux pas de tir sont prévus. Le premier permet de lancer l'Angara A5 avec un étage supérieur DM ou KVTK. Le second pas de tir est conçu pour lancer des satellites mais également, contrairement au premier, des vaisseaux avec équipage. La réduction du budget consacré au programme spatial russe a repoussé à 2017 les travaux sur le premier pas de tir avec une date d'achèvement planifiée en 2021. Les installations sont finalement livrées fin 2023. Dans un premier temps, seule la version A5 peut être lancée. Les aménagements permettant de lancer les versions A5V (dotée d'un nouvel étage supérieur utilisant de l'hydrogène portant sa charge utile à 35 tonnes) et A5P (dérivée de A5 et conçue pour les vols habités en orbite basse) seront achevés vers 2030.

## Orbites desservies
La Russie étant à la fois un pays continental et très peu peuplé, les bases de lancement sont, contrairement à ce qui se fait ailleurs (hormis la Chine), situées à l'intérieur des terres et les lanceurs survolent après le décollage des terres émergées. Vostotchny ne fait pas exception. Malgré la faible densité des habitations dans les zones survolées, les autorités russes ont limité les axes empruntés au décollage à cinq corridors correspondant aux inclinaisons orbitales 51° (desserte de la Station spatiale internationale et, avec une manœuvre orbitale, de l'orbite géostationnaire ou quasi équatoriale), 63°, 72°, 83° et 98° (satellites de reconnaissance ou d'observation de la Terre). Le long de chacun de ces corridors, il est prévu que les étages des lanceurs s'écrasent dans plusieurs zones officiellement délimitées. Celles-ci se concentrent dans l'oblast de l'Amour, le Krai de Khabarovsk, le Sakha (Yakoutie) et l'oblast de Magadan. Ces lancements font face à une opposition importante dans la République de Sakha. Les autorités russes ont fait un travail d'information et mis sur pied des dispositifs chargés de localiser rapidement les points de chutes puis de récupérer les morceaux de fusée et nettoyer les sites concernés.

## Historique des lancements
| Date             | Lanceur     | Charge utile                                            | Pas de tir | Commentaire                                                                                       |
| ---------------- | ----------- | ------------------------------------------------------- | ---------- | ------------------------------------------------------------------------------------------------- |
| 28 avril 2016    | Soyouz-2.1a | Mikhaïl Lomonossov, AIST-2D et CubeSat SamSat-218D      | Site 1S    | Premier lancement (et réussi) depuis la base Vostochny                                            |
| 28 novembre 2017 | Soyouz 2.1b | Meteor M no 2.1                                         | Site 1S    | Échec : le satellite est perdu à cause d'une erreur de programmation de l'étage supérieur Fregat. |
| 1er février 2018 | Soyouz-2.1a | Kanopus-V                                               | Site 1S    | Lancement réussi.                                                                                 |
| 27 décembre 2018 | Soyouz-2.1a | Kanopus-V nos 5 & 6                                     | Site 1S    | Lancement réussi[réf. souhaitée].                                                                 |
| 5 juillet 2019   | Soyouz-2.1b | Meteor-M2-2, 11 CubeSats                                | Site 1S    | Lancement réussi.                                                                                 |
| 11 août 2023     | Soyouz-2.1b | Luna 25                                                 | Site 1S    | Lancement réussi.                                                                                 |
| 11 avril 2024    | Angara A5   | Simulateur de masse (GEO) + Gagarinets (CubeSat en LEO) | Site 1A    | Premier lancement réussi depuis le second pas de tir.                                             |